# Vedran Ćorluka
Vedran Ćorluka, född 5 februari 1986 i Derventa, Jugoslavien, (nuvarande Bosnien och Hercegovina), är en kroatisk fotbollsspelare som för närvarande spelar som försvarare för den ryska klubben Lokomotiv Moskva.

## Biografi
Ćorluka föddes i Modran, en liten by utanför Derventa, men officiellt sägs det att han föddes i Doboj eftersom Modran var närmare Dobojs sjukhus. Han började spela för Dinamo Zagrebs ungdomslag som åttaåring. 2003 blev han proffs för laget, men fick dock inte spela några A-lagsmatcher den säsongen. Han lånades 2004 ut till Inter Zaprešić där han stannade i en säsong och hjälpte dem till en andraplats i ligan innan han återvände till Zagreb 2005.
Han fick snart en plats i Kroatiens U21-landslag och 2006 kom han även med i herrlandslaget. Han gjorde debut 16 augusti 2006 mot Italien i Livorno, där Kroatien vann med 2–0. Ćorluka blev inbytt i andra halvlek och kritikerna var nöjda då han visade god form och stabilitet mot erfarna Serie A-anfallare.
2 augusti 2007 skrev han på ett femårskontrakt för Manchester City. Manchester City ville inte avslöja summan som de fick betala för Ćorluka, men kroatiska källor säger att avtalet var värt cirka sju miljoner engelska pund.

## Fotnoter
1. 1 2  ”Elano heads Man City triple swoop”. BBC. 2 augusti 2007. http://news.bbc.co.uk/sport1/hi/football/teams/m/man_city/6927556.stm. Läst 10 november 2007.